# Roland La Starza
Roland La Starza   (Bronx, 12 de maig de 1927 - Port Orange, 30 de setembre de 2009) va ser un boxejador i actor estatunidenc.

## Biografia
Originari de la secció Van Nest del Bronx, La Starza va disputar 66 combats professionals dins la divisió dels pesos pesants des del 7 de juliol de 1947 fins al 8 de maig de 1962, en va guanyar 57, 27 per KO.
El 24 de març de 1950 al Madison Square Garden de Nova York va perdre per decisió dividida als punts davant Rocky Marciano. Aleshores ambdós boxejadors estaven imbatuts, La Starza 37-0 i Marciano 25-0 i eren dues promeses que aspiraven a ser candidats al títol mundial. Marciano va tombar La Starza en el quart assalt. Marciano va perdre un punt per cop baix en el vuitè. La decisió final en acabar els 10 assalts va ser 5-5, 5-4 i 4-5. Finalment Rocky va guanyar en adjudicar-se un punt suplementari que s'aplicava aleshores a Nova York en una decisió molt ajustada i discutida. La Starza va declarar posteriorment al New York Herald Tribune, "El fet que el seu mànager Al Weill sigui un molt influent promotor de combats al Garden diria que va tenir molt a veure en la decisió." I durant 50 anys mantingué aquesta opinió.
La Starza posteriorment va guanyar Rex Layne en una eliminatòria per al Campionat del Món dels pesos pesants, això li donà dret a disputar el que seria, probablement, el seu combat més important, un segon combat contra Rocky Marciano que havia guanyat el títol derrotant Jersey Joe Walcott un any abans, el 23 de setembre de 1952 a Filadèlfia. El 24 de setembre de 1953 tingué lloc el combat en un escenari a l'aire lliure, el Polo Grounds de Nova York. El combat va estar igualat els sis primers assalts, aleshores La Starza mostrà signes de cansament i l'àrbitre Ruby Goldstein aturà el combat en l'onzè assalt després que Marciano l'hagués tombat, tot i que va superar el compte, el combat va ser aturat poc després per KO tècnic quan Marciano colpejava sense parar La Starza. Va ser el primer combat en què La Starza va ser aturat.
Quan acabà la seva carrera com a boxejador va actuar a la televisió fent papers de tipus dur. El seu caràcter més durador va ser el del soldat Ernie Lucavich en la sèrie sobre la segona guerra mundial The Gallant Men. Va actuar com actor convidat a sèries molt populars els anys 60 i 70, entre elles 77 Sunset Strip, The Wild Wild West i Perry Mason. Va aparéixer a dos episodis (13 i 14) de la sèrie Batman dels 60, i en llargmetratges com A boca de canó (1967) i The Outfit (1973).
Ell, la seva dona Jane i els seus dos fills Amy i Mark van deixar California per retirar-se al ranxo familiar als afores de New Smyrna Beach (Florida), el 1972.